# روبرت أغسطس سويني
روبرت أغسطس سويني هو جندي كندي، ولد في 20 فبراير 1853 في مونتريال في كندا، وتوفي في 19 ديسمبر 1890.